# (5942) Denzilrobert
(5942) Denzilrobert est un astéroïde de la ceinture principale.

## Description
(5942) Denzilrobert est un astéroïde de la ceinture principale. Il fut découvert le 10 janvier 1983 à l'Observatoire Palomar par Bruce Edward Behymer et Mark Scott Marley. Il présente une orbite caractérisée par un demi-grand axe de 3,03 UA, une excentricité de 0,13 et une inclinaison de 11,1° par rapport à l'écliptique.

## Compléments